# S.A.K.U.R.A.
《S.A.K.U.R.A.》（櫻花）是日本音樂團體第三代J Soul Brothers的第12張單曲。於2014年3月26日由rhythm zone發售。

## 概要
- 《S.A.K.U.R.A.》是第三代J Soul Brothers以「春夏秋冬」四季為主題而發行的第一作，春季風格的單曲。
- A面曲《S.A.K.U.R.A.》為朝日電視台節目《お願い!ランキング》2014年3月度片尾曲
- B面曲《乘風前行》是EXILE TRIBE Perfect Year 2014其中一環《EXILE Presents VOCAL BATTLE AUDITON 4 〜給懷抱夢想的年輕人們〜》第三審查的課題曲。
- 此單曲有2個版本，分別有「CD+DVD」和「CD ONLY」。「CD+DVD」收錄了《S.A.K.U.R.A.》的Music Video。
- 在4月7日於公信榜单曲週排行榜取得第2位。

## 收錄曲目

### CD
1. S.A.K.U.R.A.
（作詞・作曲：STY、RAP詞：SWAY）
2. 乘風前行（風の中、歩き出す）
（作詞：樫田正剛、作曲・編曲：h-wonder、ストリングスアレンジ：CHICA）
3. S.A.K.U.R.A.（Instrumental）
4. 乘風前行（Instrumental）

### DVD
1. S.A.K.U.R.A.（Music Video）